# Эмоциональное заражение
Эмоциональное заражение — социально-психологический механизм передачи психического настроя другим людям от одного человека или группы людей, эмоционального воздействия в условиях непосредственного контакта и включения личности в определённые психические состояния.

## Условия возникновения
В основном эмоциональное заражение возникает в больших открытых пространствах, прежде всего в неорганизованных общностях, например, в толпе, которая способна быстро распространять определенные эмоциональные состояния. Зачастую эти состояния могут заметно усиливаться путем многократного отражения по схеме цепной реакции. Однако в отличие от когнитивных цепных реакций, эмоциональное заражение является менее осознанным и более автоматизированным.

#### Источник заражения
Индуктор является носителем эмоционального заряда, который он передает другим людям. При передаче сила эмоционального заряда во много раз возрастает в каналах взаимодействия, и образуется психический фон заражения, напрямую зависящий от размера аудитории и степени эмоционального накала индуктора.

## Типы

### Не намеренное
Ситуация паники – особая ситуация, где усиливается воздействие посредством заражения.
Довольно часто в качестве примера массовой паники приводится случай в США в 1938 г., когда люди после передачи, организованной радиокомпанией по книге Г. Уэллса «Война миров», пережили состояние, приближенное к массовому психозу. Несмотря на то, что люди знали об инсценировке литературного произведения, огромное количество людей поверили во вторжение марсиан на Землю. Радиослушатели самых различных возрастов и образовательных слоев «лично» засвидетельствовали прибытие инопланетян.
В действительности массовой паники не было, а история была раздута газетами c целью очернить репутацию радио, становившегося всё более серьёзным конкурентом печатных СМИ.

### Намеренное
В социальной психологии феномен эмоционального заражения обычно рассматривается в условиях неорганизованного, а также антисоциального поведения, однако данный феномен может иметь место и в различных массовых сознательных действиях, таких как митинги, массовые производственные ситуации и т.д. Так организациям необходимо учитывать факторы, которые формируют эмоциональное состояние рабочих групп, для того, чтобы получать максимальную выгоду и исключить пагубные воздействия. Причём руководители команд должны быть более осторожны в своем поведении, так как их эмоциональное воздействие является более сильным по сравнению с обычными членами группы.